# A magyar zászló és címer napja
A Országgyűlés 2014. december 16-i ülésnapján elfogadott és december 17-én határozatába foglalt döntésével március 16-át a magyar zászló és címer napjává minősítette.
Azért ezt a napot választották, mert március 16-án fogadták el az 1848. évi XXI. törvénycikket, amely nyilvános ünnepek alkalmával az összes közintézmény és magyar hajó esetében kötelezővé tette a nemzeti lobogó és az ország címerének használatát.
A határozati javaslat indoklása kifejti, hogy „a magyar nemzet összetartozását, a magyar nemzeti függetlenséget kifejező piros-fehér-zöld színű zászló, valamint az alaptörvényben meghatározott címer a nemzeti kulturális örökség része, tiszteletük az intézmények, a szervezetek és a magyar nemzet polgárainak közös felelőssége”.

## Ünneplése
2018. óta kerül megrendezésre az 56 Lángja Alapítvány által szervezett felvonulás, ahol egy 1848 méter hosszú zászlót visz végig 1848 résztvevő a budapesti Andrássy úton a Hősök teréig. Az esemény védnökei Balog Zoltán emberi erőforrások minisztere, és Wittner Mária zászlóanya.